# Alpowe'ma
Alpowe'ma (Alpowna), jedna od bandi Nez Percé Indijanaca koji su živjeli niže od Lewistona na Alpaha (Alpowa Creek) Creeku na granici Idaha i Washingtonu. Njihovo glavno selo zvalo se Alpowna (Alpowa, Alpawa, Elpawawe). Poznatiji poglavica bio je Tamootsin, pokršten pod imenm Timothy.
Timothy je potpisao ugovor iz 1863. i nije učestovao sa svojom bandom u ustanku 1877. U njegovi čast imenovan je državni park Chief Timothy State Park na otočiću kod Clarkstona na rijeci Snake.